# Villa Siedhoff

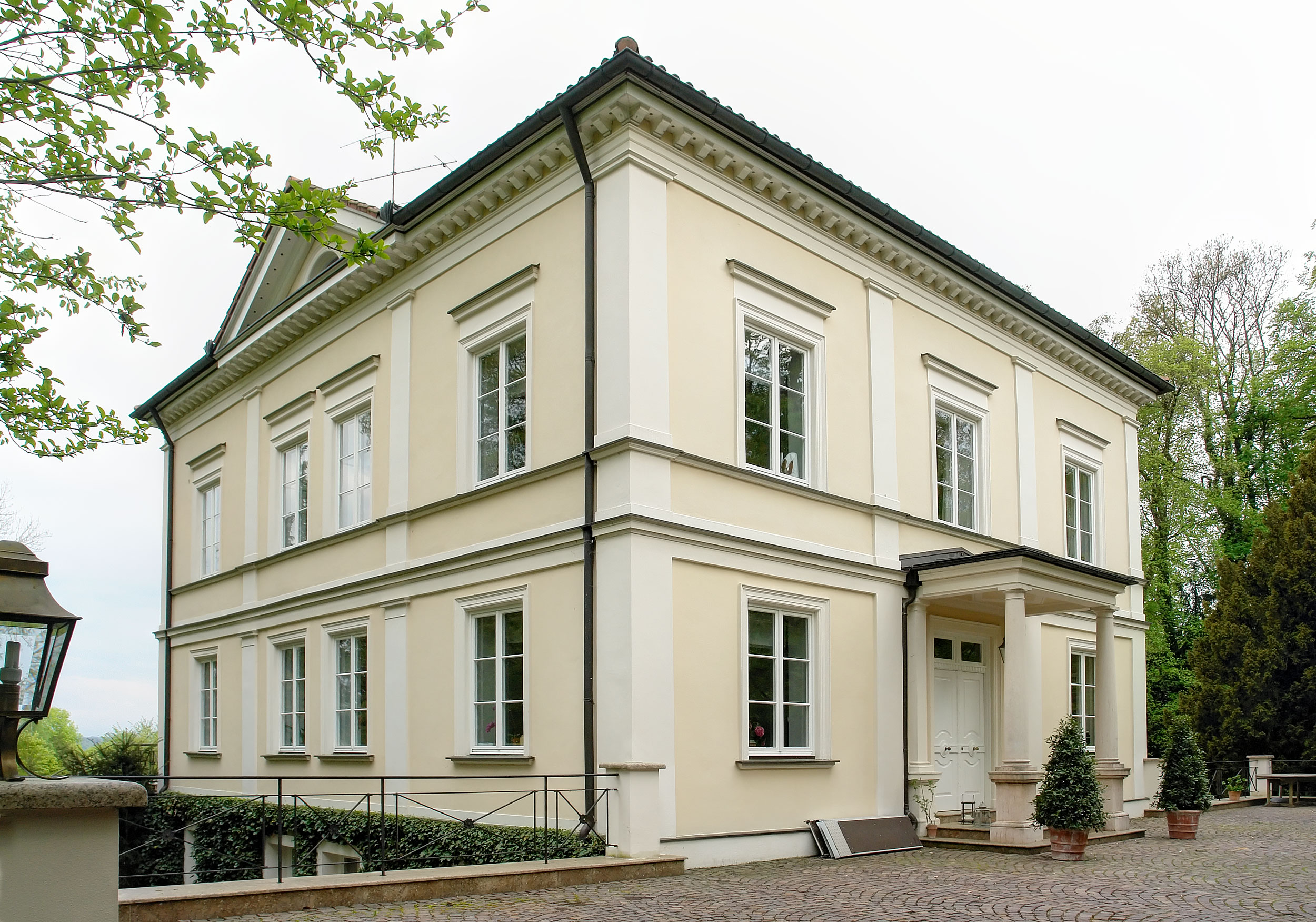
Villa Siedhoff in Feldafing

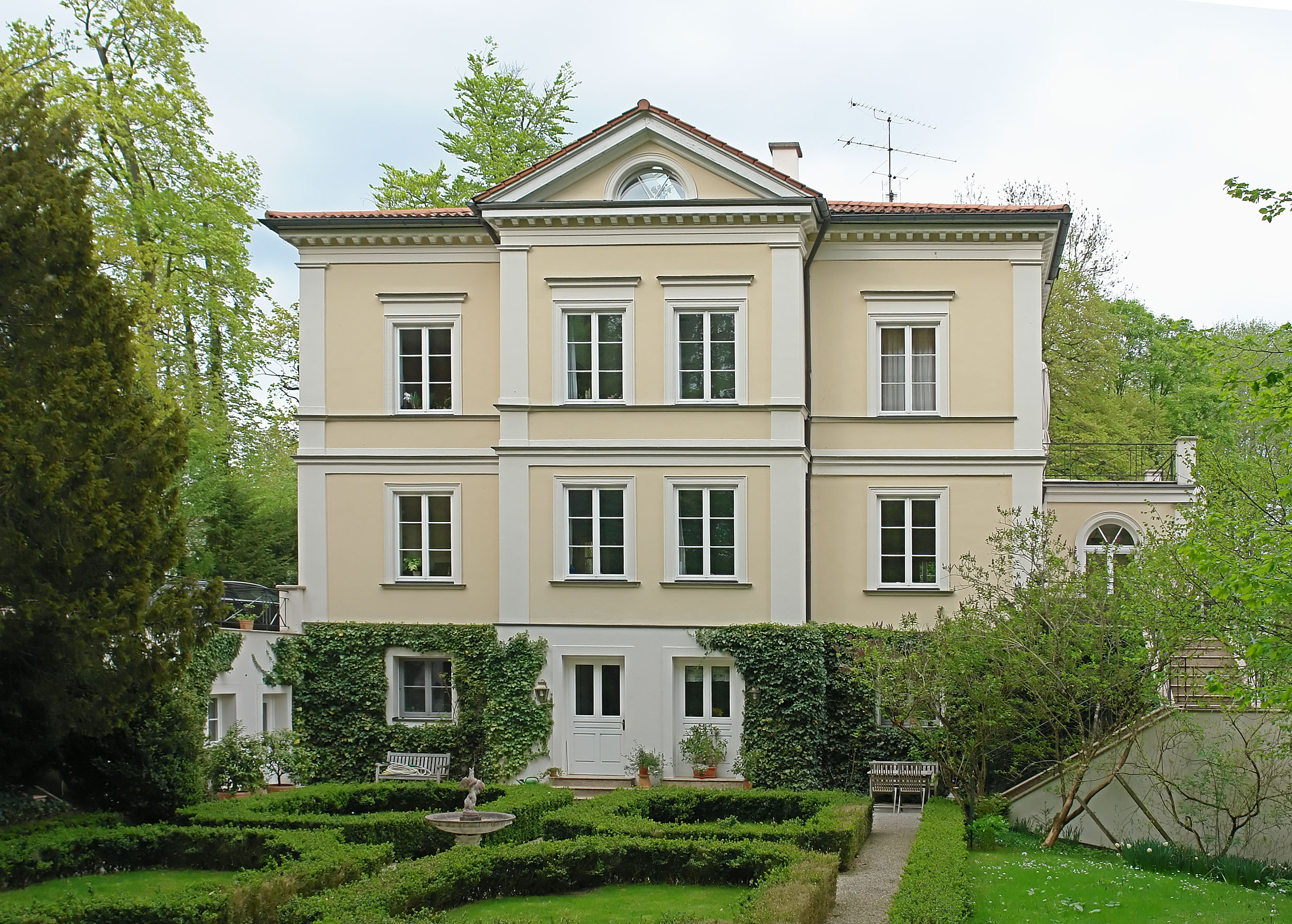
Südseite

Die Villa Siedhoff (auch als Villa Rosa bezeichnet) in Feldafing, einer Gemeinde im oberbayerischen Landkreis Starnberg, wurde 1870 errichtet. Die Villa an der Seestraße 16 ist ein geschütztes Baudenkmal. Der Schutz bezieht auch die zugehörige, 0,84 Hektar große, parkähnliche Gartenanlage mit ein. (BLfD-Nr. D-1-88-118-34)
Der zweigeschossige spätklassizistische Walmdachbau mit Putzbänderung und Dreiecksgiebelrisalit auf der Südseite wurde von Johann Baptist Biersack (1840–1907) errichtet.
Die Veranda an der Ostseite wurde 1935 von Xaver Knittl hinzugefügt.